# Đội tuyển bóng chuyền nam quốc gia Turkmenistan
Đội tuyển bóng chuyền nam quốc gia Turkmenistan là đội bóng đại diện cho Turkmenistan tại các cuộc thi tranh giải và trận đấu giao hữu bóng chuyền nam ở phạm vi quốc tế. Đội tuyển hiện đang xếp vị trí thứ 137 trên bảng xếp hạng của FIVB tính đến thời điểm tháng 7 năm 2017.